# Segelbåtsdrev

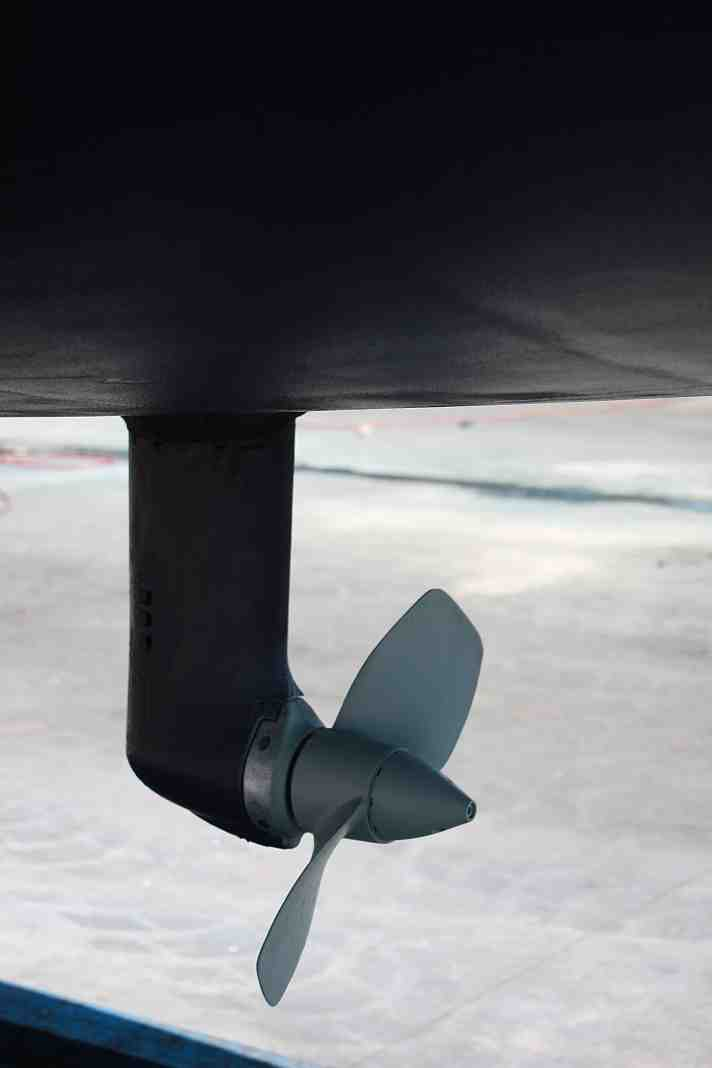
Enkelt segelbåtsdrev med gummibälg

Ett segelbåtsdrev, eller z-drev, är en transmission för båtar, där motorn sitter inne i båten och själva drevet sitter på undersidan av skrovet. De flesta installationer av denna typ finns i segelbåtar, men det har även tillverkats snipor med denna typ av drev.
Kännetecknande för ett segelbåtsdrev är den tysta och vibrationsfria gången. Detta kommer sig av att motorn och drevet sitter ihop i en enhet som är mjukt upphängd. Genom båtskrovet sticker drevet med växelhuset ned under båtens botten. För att inte båten skall ta in vatten sitter det en kraftig gummibälg mellan skrovet och drevet. Denna bälg är konstruerad för att klara kraftig åverkan samt hålla ute vattnet under många år. Det finns modeller där drevet i seglingsläge viker ihop propellern för att minska vattenmotståndet, så kallad folding propeller.
Andra typer av transmissioner för fartyg är drev, vattenjet, IPS, roderpropeller och backslag.